# Final do Grand Prix de Patinação Artística no Gelo de 2003–04
A Final do Grand Prix de Patinação Artística no Gelo de 2003–04 foi a nona edição da competição, um evento anual de patinação artística no gelo organizado pela União Internacional de Patinação (em inglês:  International Skating Union), e o evento final do Grand Prix de 2003–04. Os patinadores se qualificaram para essa competição através de outras seis competições: Trophée Lalique, NHK Trophy, Cup of Russia, Cup of China, Skate America e Skate Canada International. A competição foi disputada entre os dias 11 de dezembro e 14 de dezembro de 2003, na cidade de Colorado Springs, Colorado, Estados Unidos.

## Eventos
- Individual masculino
- Individual feminino
- Duplas
- Dança no gelo

## Medalhistas
| Evento                        | Ouro                                      | Prata                                       | Bronze                                           |
| Individual masculino detalhes | Emanuel Sandhu · Canadá                   | Evgeni Plushenko · Rússia                   | Michael Weiss · Estados Unidos                   |
| Individual feminino detalhes  | Fumie Suguri · Japão                      | Sasha Cohen · Estados Unidos                | Shizuka Arakawa · Japão                          |
| Duplas detalhes               | Shen Xue · Zhao Hongbo · China            | Tatiana Totmianina · Maxim Marinin · Rússia | Maria Petrova · Alexei Tikhonov · Rússia         |
| Dança no gelo detalhes        | Tatiana Navka · Roman Kostomarov · Rússia | Albena Denkova · Maxim Staviyski · Bulgária | Tanith Belbin · Benjamin Agosto · Estados Unidos |

## Resultados

### Individual masculino
| Pos.              | Nome                 | Nacionalidade  | Pontos | PC        | PL         |
| ----------------- | -------------------- | -------------- | ------ | --------- | ---------- |
| Medalha de ouro   | Emanuel Sandhu       | Canadá         | 228.29 | 75.55 (2) | 152.74 (1) |
| Medalha de prata  | Evgeni Plushenko     | Rússia         | 225.19 | 78.25 (1) | 146.94 (2) |
| Medalha de bronze | Michael Weiss        | Estados Unidos | 198.35 | 73.33 (3) | 125.02 (3) |
| 4                 | Kevin van der Perren | Bélgica        | 189.03 | 67.15 (5) | 121.88 (4) |
| 5                 | Gao Song             | China          | 181.57 | 68.89 (4) | 112.68 (5) |
| WD                | Jeffrey Buttle       | Canadá         | —      | — (WD)    |            |

### Individual feminino
| Pos.              | Nome            | Nacionalidade  | Pontos | PC        | PL         |
| ----------------- | --------------- | -------------- | ------ | --------- | ---------- |
| Medalha de ouro   | Fumie Suguri    | Japão          | 182.08 | 62.02 (1) | 120.06 (1) |
| Medalha de prata  | Sasha Cohen     | Estados Unidos | 177.48 | 60.80 (2) | 116.68 (2) |
| Medalha de bronze | Shizuka Arakawa | Japão          | 167.57 | 53.34 (5) | 114.23 (3) |
| 4                 | Elena Liashenko | Ucrânia        | 165.16 | 60.54 (3) | 104.62 (4) |
| 5                 | Yoshie Onda     | Japão          | 153.00 | 54.50 (4) | 98.50 (6)  |
| 6                 | Júlia Sebestyén | Hungria        | 152.11 | 48.36 (6) | 103.75 (5) |

### Duplas
| Pos.              | Nome                                 | Nacionalidade | Pontos | PC        | PL         |
| ----------------- | ------------------------------------ | ------------- | ------ | --------- | ---------- |
| Medalha de ouro   | Shen Xue / Zhao Hongbo               | China         | 196.08 | 66.00 (1) | 130.08 (1) |
| Medalha de prata  | Tatiana Totmianina / Maxim Marinin   | Rússia        | 177.30 | 62.96 (2) | 114.34 (2) |
| Medalha de bronze | Maria Petrova / Alexei Tikhonov      | Rússia        | 166.76 | 56.32 (3) | 110.44 (4) |
| 4                 | Anabelle Langlois / Patrice Archetto | Canadá        | 165.90 | 54.86 (4) | 111.04 (3) |
| 5                 | Pang Qing / Tong Jian                | China         | 162.20 | 52.10 (6) | 110.10 (5) |
| 6                 | Zhang Dan / Zhang Hao                | China         | 161.04 | 53.08 (5) | 107.96 (6) |

### Dança no gelo
| Pos.              | Nome                                    | Nacionalidade  | Pontos | DO        | DC         |
| ----------------- | --------------------------------------- | -------------- | ------ | --------- | ---------- |
| Medalha de ouro   | Tatiana Navka / Roman Kostomarov        | Rússia         | 175.91 | 65.18 (1) | 110.73 (1) |
| Medalha de prata  | Albena Denkova / Maxim Staviski         | Bulgária       | 163.30 | 58.26 (3) | 105.04 (2) |
| Medalha de bronze | Tanith Belbin / Benjamin Agosto         | Estados Unidos | 161.25 | 59.81 (2) | 101.44 (4) |
| 4                 | Elena Grushina / Ruslan Goncharov       | Ucrânia        | 161.17 | 58.24 (4) | 102.93 (3) |
| 5                 | Isabelle Delobel / Olivier Schoenfelder | França         | 149.12 | 54.14 (5) | 94.98 (5)  |
| 6                 | Marie-France Dubreuil / Patrice Lauzon  | Canadá         | 146.25 | 53.91 (6) | 92.34 (6)  |

## Quadro de medalhas
| Ordem | País           | Medalha de ouro | Medalha de prata | Medalha de bronze |    | Ordem por total |
| ----- | -------------- | --------------- | ---------------- | ----------------- | -- | --------------- |
| 1     | Rússia         | 1               | 2                | 1                 | 4  | 1               |
| 2     | Japão          | 1               |                  | 1                 | 2  | 3               |
| 3     | Canadá         | 1               |                  |                   | 1  | 4               |
| 3     | China          | 1               |                  |                   | 1  | 4               |
| 5     | Estados Unidos |                 | 1                | 2                 | 3  | 2               |
| 6     | Bulgária       |                 | 1                |                   | 1  | 4               |
| TOTAL | TOTAL          | 4               | 4                | 4                 | 12 | —               |

## Eventos
- Individual masculino
- Individual feminino
- Duplas
- Dança no gelo

## Medalhistas
| Evento                        | Ouro                                      | Prata                                       | Bronze                                           |
| Individual masculino detalhes | Emanuel Sandhu · Canadá                   | Evgeni Plushenko · Rússia                   | Michael Weiss · Estados Unidos                   |
| Individual feminino detalhes  | Fumie Suguri · Japão                      | Sasha Cohen · Estados Unidos                | Shizuka Arakawa · Japão                          |
| Duplas detalhes               | Shen Xue · Zhao Hongbo · China            | Tatiana Totmianina · Maxim Marinin · Rússia | Maria Petrova · Alexei Tikhonov · Rússia         |
| Dança no gelo detalhes        | Tatiana Navka · Roman Kostomarov · Rússia | Albena Denkova · Maxim Staviyski · Bulgária | Tanith Belbin · Benjamin Agosto · Estados Unidos |

## Resultados

### Individual masculino
| Pos.              | Nome                     | Pontos | PC        | PL         |
| ----------------- | ------------------------ | ------ | --------- | ---------- |
| Medalha de ouro   | CAN Emanuel Sandhu       | 228.29 | 75.55 (2) | 152.74 (1) |
| Medalha de prata  | RUS Evgeni Plushenko     | 225.19 | 78.25 (1) | 146.94 (2) |
| Medalha de bronze | USA Michael Weiss        | 198.35 | 73.33 (3) | 125.02 (3) |
| 4                 | BEL Kevin van der Perren | 189.03 | 67.15 (5) | 121.88 (4) |
| 5                 | CHN Gao Song             | 181.57 | 68.89 (4) | 112.68 (5) |
| WD                | CAN Jeffrey Buttle       | —      | — (WD)    |            |

### Individual feminino
| Pos.              | Nome                | Pontos | PC        | PL         |
| ----------------- | ------------------- | ------ | --------- | ---------- |
| Medalha de ouro   | JPN Fumie Suguri    | 182.08 | 62.02 (1) | 120.06 (1) |
| Medalha de prata  | USA Sasha Cohen     | 177.48 | 60.80 (2) | 116.68 (2) |
| Medalha de bronze | JPN Shizuka Arakawa | 167.57 | 53.34 (5) | 114.23 (3) |
| 4                 | UKR Elena Liashenko | 165.16 | 60.54 (3) | 104.62 (4) |
| 5                 | JPN Yoshie Onda     | 153.00 | 54.50 (4) | 98.50 (6)  |
| 6                 | HUN Júlia Sebestyén | 152.11 | 48.36 (6) | 103.75 (5) |

### Duplas
| Pos.              | Nome                                     | Pontos | PC        | PL         |
| ----------------- | ---------------------------------------- | ------ | --------- | ---------- |
| Medalha de ouro   | CHN Shen Xue / Zhao Hongbo               | 196.08 | 66.00 (1) | 130.08 (1) |
| Medalha de prata  | RUS Tatiana Totmianina / Maxim Marinin   | 177.30 | 62.96 (2) | 114.34 (2) |
| Medalha de bronze | RUS Maria Petrova / Alexei Tikhonov      | 166.76 | 56.32 (3) | 110.44 (4) |
| 4                 | CAN Anabelle Langlois / Patrice Archetto | 165.90 | 54.86 (4) | 111.04 (3) |
| 5                 | CHN Pang Qing / Tong Jian                | 162.20 | 52.10 (6) | 110.10 (5) |
| 6                 | CHN Zhang Dan / Zhang Hao                | 161.04 | 53.08 (5) | 107.96 (6) |

### Dança no gelo
| Pos.              | Nome                                        | Pontos | DO        | DC         |
| ----------------- | ------------------------------------------- | ------ | --------- | ---------- |
| Medalha de ouro   | RUS Tatiana Navka / Roman Kostomarov        | 175.91 | 65.18 (1) | 110.73 (1) |
| Medalha de prata  | BUL Albena Denkova / Maxim Staviski         | 163.30 | 58.26 (3) | 105.04 (2) |
| Medalha de bronze | USA Tanith Belbin / Benjamin Agosto         | 161.25 | 59.81 (2) | 101.44 (4) |
| 4                 | UKR Elena Grushina / Ruslan Goncharov       | 161.17 | 58.24 (4) | 102.93 (3) |
| 5                 | FRA Isabelle Delobel / Olivier Schoenfelder | 149.12 | 54.14 (5) | 94.98 (5)  |
| 6                 | CAN Marie-France Dubreuil / Patrice Lauzon  | 146.25 | 53.91 (6) | 92.34 (6)  |

## Quadro de medalhas
| Ordem | País           | Medalha de ouro | Medalha de prata | Medalha de bronze |    | Ordem por total |
| ----- | -------------- | --------------- | ---------------- | ----------------- | -- | --------------- |
| 1     | Rússia         | 1               | 2                | 1                 | 4  | 1               |
| 2     | Japão          | 1               |                  | 1                 | 2  | 3               |
| 3     | Canadá         | 1               |                  |                   | 1  | 4               |
| 3     | China          | 1               |                  |                   | 1  | 4               |
| 5     | Estados Unidos |                 | 1                | 2                 | 3  | 2               |
| 6     | Bulgária       |                 | 1                |                   | 1  | 4               |
| TOTAL | TOTAL          | 4               | 4                | 4                 | 12 | —               |